# Руски език
Ру̀ски езѝк (ру́сский язы́к) – географски най-разпространеният език в Евразия, също така е и най-използваният славянски език в света. Говори се от около 258 милиона души, включително от 154 милиона като първи език. Руският е на осмо място в света по общ брой говорещи и по брой говорещи го като първи език. През XX век той придобива голямо политическо значение и днес е официален език на няколко държави – Русия, Казахстан, Беларус, Киргизстан и Таджикистан, региони в други страни (Приднестровие, Абхазия, Южна Осетия), както и на Организацията на обединените нации.
Руският е индоевропейски език, част от източнославянската група, включваща още три живи езика – беларуски, русински и украински. Макар да запазва източнославянската синтетично-флексионна структура и общославянската лексикална основа, съвременният руски език включва и голям брой чужди думи от областите на политиката, науката и техниката. Официален е в четири държави, в самоуправляващата се монашеска общност Атон, както и в някои градове в Украйна. Руският е международен език, използван от около 260 млн. души по света, на него има написано голямо количество специализирана литература, използва се за съхраняване на информация във всички сфери на живота, както и е работен за повече от 20 международни организации, като ООН, Червения кръст, ОНД, ШОС и други.

## Класификация
Руският е славянски език, принадлежащ към индоевропейското езиково семейство. Той е близък до останалите три източнославянски езика – украинския, беларуския и русинския. В източните области на Украйна и Беларус местните езици се говорят наравно с руския, в определени територии дори традиционният билингвизъм е дал в резултат смесени езици като суржик в източната част на Украйна и трасянка в Беларус.
Смята се, че във формирането на съвременния руски език значима роля има древноновгородският диалект, въпреки че е изчезнал към XV – XVI век. Речниковият запас (повечето абстрактна и книжовна лексика), принципите на словообразуване и до известна степен окончанията и литературният стил на книжовния руски език са повлияни и от старобългарския език чрез църковнославянския език, използвания от Руската православна църква. Същевременно в различните диалекти, отмиращи бързо понастоящем, се използват предимно местни източнославянски форми. В някои случаи източнославянските и църковнославянските форми се използват успоредно с известни оттенъци в значението.
Руската фонология и синтаксис, особено в северните диалекти, са повлияни и от местните угро-фински езици: мерянски, мокшански, муромски, мешчерски, вепски и други. Тези езици, някои от тях изчезнали, в миналото са били говорени в централната и северната част на днешна Европейска Русия. Уралските народи влизат в контакт с източнославянските езици още през ранното Средновековие и с времето се превръщат в субстрат на съвременния руски език. Диалектите, говорени на север, североизток и северозапад от Москва използват значителен брой думи с угро-фински произход.
Лексиката и литературният стил на руския език са повлияни от европейски езици, като полския, латинския, нидерландския, немския, френския и английския език. В съвременния руски език има и известно количество думи, заети от татарския и други тюркски езици.

## История
Руският език се формира върху основата на старовеликоруския език, обособил се около XIV – XV век от староруския език. Важна роля в този процес има засилването на политическото влияние на Московското княжество, около което се образува руската държава. До края на XVII век официален език в страната остава старобългарският в своята руска редакция, което става причина за по-силното старобългарско влияние върху руския, отколкото върху останалите източнославянски езици.
Император Петър I предприема широки обществени реформи, сред които е промяната на азбуката и секуларизацията на образованието и литературната дейност. През този период в езика започват да навлизат много специализирани термини от западноевропейските езици. Западното влияние е толкова силно, че през XIX век голяма част от аристокрацията говори в ежедневието си френски, по-рядко немски език. Обикновено се приема, че съвременният литературен език води началото си от времето на Александър Пушкин през първата трета на XIX век. Пушкин коренно променя руската литература, като отхвърля архаизмите и ги заменя с граматиката и лексиката на говоримия език.

## Разпространение
Основната територия на разпространение на руския език е Руската федерация. По данни от общоруското преброяване на населението от 2010 г. числеността на говорещите руски език е приблизително 137,5 милиона души (99,4% от броя на отговорилите на въпроса за владеене на руски език), от които – около 111 милиона руснаци. Руският език е указан като роден език от 118,6 милиона души, в това число 110,7 милиона руснаци, 1,5 милиона украинци, 1,1 милиона татари. Според преброяване на населението от 2010 г. владеене на руски език са посочили 142,6 млн. души (99,2%).
Освен в Руската федерация руският език е широко разпространен в редица други държави, влизащи в състава на бившия СССР. По различни данни броят на говорещите руски език в тези страни е от 52 милиона (2005) до 94 милиона души (2010). Според данните от преброяването на населението в Укрийна през 2001 г. 8 милиона руснаци в Украйна посочват руския език като роден, както и 6,3 милиона представители на други етноси в страната (от тях 5,6 милиона украинци). Освен посочилите руския като роден език още 17,2 милиона души отбелязват, че го владеят свободно.
Според преброяването от 2009 г. на населението на Казахстан руският език е роден за 3,8 милиона души от руснаците в страната (98,8%), а сред жителите на Казахстан над 15 години от всички националности 11,5 милиона души (94,4%) разбират устния руски език, 10,8 милиона души (88,2%) го четат свободно, а 10,3 милиона души (84,8%) свободно пишат на руски.
В Узбекистан числеността на владеещите руски език се оценява в границите от 3,6 млн. (2005 г.) до 11,8 млн. (2009 – 2012 г.) при наличието на около 1,1 млн. руснаци в Узбекистан.
По данни от беларуското преброяване през 2009 г. руският език е роден за 4 милиона жители на Беларус (от тях 3 милиона етнически беларуси и 756 хил. руснаци). Вкъщи говорят на руски 6,7 милиона души (от тях 5,6 милиона беларуси и 758 хил. руснаци); като друг език, който свободно владеят, руският е посочен от 1,3 милиона души.
По данни от преброяването на населението на Киргизия през 2009 г. руският език е роден за 482 хил. души, а в качеството на втори език се използва от 2,1 милиона души – общо 2,6 милиона души (48%) от населението на страната.
При преброяването на населението на Молдова през 2004 г. руският език е посочен за роден от 97,2% от 201 хил. етнически руснаци, 31,8% от 282 хил. украинци, 5,8% от 147 хил. гагаузи и 2,5% от 2,6 милиона молдовани. Като ежедневен език руският се използва от 16,0% от 3,383 млн. души от населението на страната.
Според преброяването на населението на Латвия от 2011 г. руският е посочен като език за ежедневно общуване от 699 хил. души, в това число 460 хил. руснаци, 90 хил. латвийци и 54 хил. беларуси.
Според резултати от преброяването на населението в страните на бившия Съветски съюз броят на рускоговорещите извън Русия през периода 2009 – 2012 г. е следният:
| Страна        | общо (хил. души) | роден език (хил. души) |
| ------------- | ---------------- | ---------------------- |
| Украйна       | 36 800           | 12 000                 |
| Казахстан     | 13 500           | 2500                   |
| Узбекистан    | 11 800           | 900                    |
| Беларус       | 9300             | 3992                   |
| Азербайджан   | 4900             | 140                    |
| Киргизстан    | 2700             | 400                    |
| Таджикистан   | 2500             | 50                     |
| Грузия        | 2400             | 67,5                   |
| Армения       | 2100             | 10                     |
| Латвия        | 1800             | 680                    |
| Молдова       | 1700             | 250                    |
| Литва         | 1300             | 180                    |
| Естония       | 950              | 400                    |
| Туркменистан  | 900              | 150                    |
| Приднестровие | 500              | 300                    |
| Абхазия       | 450              | 25                     |
| Южна Осетия   | 50               | 25                     |

Мнозина владеещи руски език живеят извън Русия – в европейските държави, в САЩ, Канада, Израел и много други страни. Най-голям брой владеещи руски език като роден има в САЩ (730 хил. души, 2000 г.) и в Германия (над 350 хил. души, 2011 г.).
По оценка на „Етнолог“ от 2015 г. по света има общо около 166,2 млн. души, за които руският език е роден, а броят на тези, които говорят руски като втори език, се оценява на 110 милиона души през 2009 г. Според други оценки общият брой на рускоговорещите по света е около 260 милиона души (2014 г.).
Освен в Русия и другите бивши съветски републики руски език към 2010 г. владеят също в Източна Европа и на Балканите 12,9 млн. души, в Западна Европа – 7,3 млн., в Азия – 2,7 млн., в Близкия изток и в Северна Африка – 1,3 млн., в Африка (на юг от Сахара) – 0,1 млн., в Латинска Америка – 0,2 млн., в САЩ, Канада, Австралия и Нова Зеландия – 4,1 млн. души.
Страни извън Русия с най-голям процент рускоезично население (като роден, втори или чужд език) по данни от 2010 г.:
| Страна   | Население (общо) (хил. души) | Част от населението на страната, в % |
| -------- | ---------------------------- | ------------------------------------ |
| Полша    | 5500                         | 14,3                                 |
| Германия | 5400                         | 6,7                                  |
| САЩ      | 3500                         | 1,1                                  |
| България | 2000                         | 27,2                                 |
| Чехия    | 2000                         | 19,2                                 |
| Сербия   | 1400                         | 19,7                                 |
| Словакия | 1300                         | 24,0                                 |
| Монголия | 1200                         | 45,3                                 |
| Израел   | 1000                         | 13,2                                 |
| Китай    | 700                          | 0,05                                 |

По степен на разпространение (общ брой владеещи езика хора) руският език към 2013 г. заема шесто място в света след английския (1500 млн. души), китайския (1400 млн.), хинди / урду (над 600 млн.), испанския (500 млн.) и арабския език (350 млн.). Като роден език руският през 2009 г. заема осмо място в света след китайския, испанския, английския, арабския, хинди, бенгалския и португалския език.

### Диалекти
Съвременните руски диалекти са разделени на две географски части. Първата включва централните области на европейската част на Русия – територията на разселването на руснаците, въз основа на която първоначално, най-вече до XV век, се формират руските диалекти и руският национален език. Втората обхваща средното и долното течение на Волга, Кавказ, Урал, Сибир, Далечния изток и други територии, усвоени от руснаците след формирането на руската нация, руския език и неговите диалекти, тоест от XVI до XX век.
На територията на ранното формиране на езика се образуват две големи групи руски диалекти – северно наречие и южно наречие, характеризиращи се редица противопоставяния едно на друго на диалектните явления.
За говорите от късното формиране е характерна липсата на ясно диалектно разнообразие; пъстротата на малките ареали; присъствието на смесени говори на преселенци от различни региони; предимно повтарящи се функции, известни в границите на териториите от ранното формиране.
Съгласно диалектното разделение на руския език, предложено през 1965 г. от Капитолина Захарова и Варвара Орлова, в състава на диалектите и централните руски говори влизат следните групи говори и говори, които не образуват самостоятелни групи:
- Северно наречие:
  - Ладого-Тихвинска група говори;
  - междузонални говори на северното наречие (Онежка група говори, лачки говори, белозерско-бежецки говори);
  - Вологодска група говори, Костромска група говори;
  - Архангелска (Поморска) група говори.[31][32][33]
- Южно наречие:
  - Западна група говори, Горноднепровска група говори, Горнодеснинска група говори;
  - междузонални говори А на южното наречие;
  - Курско-Орловска група говори;
  - междузонални говори Б на южното наречие (Тулска група говори, елецки говори, осколски говори);
  - Източна (Рязанска) група говори;
  - Донска група говори.[31][34]
- Централноруски говори:
  - западни централноруски говори:
    - западни централноруски окащи говори:
      - новгородски говори;
      - Гдовска група говори;

    - западни централноруски акащи говори:
      - Псковска група говори;
      - селигеро-торжковски говори;

  - източни централноруски говори:
    - източни централноруски окащи говори:
      - Владимирско-Поволжка група говори (с Тверска и Нижегородска подгрупи);

    - източни централноруски акащи говори:
      - Отдел А на източните централноруски акащи говори;
      - Отдел А на източните централноруски акащи говори;
      - Отдел А на източните централноруски акащи говори;
      - говори на чухломския езиков остров.

## Писменост
| А /a/ | Б /b/  | В /v/  | Г /ɡ/ | Д /d/  | Е /je/ | Ё /jo/ | Ж /ʐ/ | З /z/ | И /i/  | Й /j/  |
| К /k/ | Л /l/  | М /m/  | Н /n/ | О /o/  | П /p/  | Р /r/  | С /s/ | Т /t/ | У /u/  | Ф /f/  |
| Х /x/ | Ц /ts/ | Ч /tɕ/ | Ш /ʂ/ | Щ /ɕɕ/ | Ъ /-/  | Ы [ɨ]  | Ь /-/ | Э /e/ | Ю /ju/ | Я /ja/ |

Руската азбука е кирилицата. Тя почти съвпада с българската, но руската има три букви повече – Ё ё, Ы ы и Э э. Руската азбука произхожда от древната кирилица, претърпяла т.нар. гражданска реформа на цар Петър I през 1708 г. Последната промяна на азбуката е от 1918 г.

## Граматика
В руския език има шест падежа: именителен, родителен, дателен, винителен, творителен и предложен. Има три наклонения – повелително (пиши, пишите), изявително (пишу, пишет) и условно (писал бы). За разлика от българския, в руския език няма преизказно наклонение; неговата роля се поема от миналото време. В руския език има само три глаголни времена – сегашно, минало и бъдеще:
| Сегашно    | Минало     | Бъдеще           |
| ---------- | ---------- | ---------------- |
| я играю    | я играл    | я буду играть    |
| ты играешь | ты играл   | ты будешь играть |
| он играет  | он играл   | он будет играть  |
| мы играем  | мы играли  | мы будем играть  |
| вы играете | вы играли  | вы будете играть |
| они играют | они играли | они будут играть |

На четирите минали времена в българския език съответства едно-единствено минало време в руския. Основното миналото време на глаголите в руския език съответства на българското минало деятелно причастие. В зависимост от контекста на изречението глагола може да се преведе в различните времена на български език.
Глаголите от несвършен вид (като играть) образуват сложно бъдеще време с помощта на спомагателния глагол быть. Глаголите от свършен вид нямат специална форма за бъдеще време: тяхното сегашно време се използва със значение на бъдеще:
- Несвършен вид (настоящее време): Я читаю – аз чета;
- Сложно бъдеще време: Я буду читать – Аз ще чета;
- Свършен вид: Я прочту – Аз ще прочета („аз прочета“ няма смисъл).

Често различните представки пред инфинитива на глагола подсказват, че той е от свършен вид с редки изключения.
Глаголите имат две категории спрежения според това дали основата на глагола завършва на е, или и. Глагол от един вид има само едно спрежение.

### Възвратни глаголи
Глаголите имат също и възвратни форми, формиращи се с окончанията: – СЬ и – СЯ.
В инфинитива на глагола е винаги – ТЬСЯ; (нравиться)
- СЬ: Пише се след гласни.
- СЯ: Пише се след съгласни и -ТЬ.
Някои глаголи нямат възвратна форма, докато други винаги са възвратни.
Залог в руския език няма, но съществуват т.нар. неопределено лични и безлични изречения. Синтаксисът е много близък до този на останалите славянски езици, в т.ч. българския.

### Причастия и деепричастия
Деепричастията в руския език имат несъвършен и съвършен вид и се образуват от основата на съответния вид глагол. Тези два вида съответно образуват и два вида възвратни деепричастия. От всичките 4 вида деепричастия само тези от несъвършен вид имат точен аналог с деепричастията в българския език. (читать – читая – четейки).

### Падежите в руския език
Имената в руския език (съществителните, прилагателните, числителните и местоименията) се скланят в шест падежа според рода и числото си и също така се групират в три склонения. Именителният падеж е основната форма на думите. В таблицата за съществителните имена са дадени окончанията за останалите пет падежа – родителен, дателен, винителен, творителен и предложен.
Падежи на съществителните имена
|            | м.р.         | ср.р.       | ж.р.    | мн.ч.        |
| ---------- | ------------ | ----------- | ------- | ------------ |
| Родителен  | -а/-я        | -а/-я       | -ы/-и   | -ов/-ев/-ей  |
| Дателен    | -у/-ю        | -у/-ю       | -е/-и   | -ам/-ям      |
| Винителен  | =Им.п/=Р.п.1 | =Им.п/=Р.п. | -у/-ю   | =Им.п./=Р.п. |
| Творителен | -ом/-ем      | -ом/-ем     | -ой/-ей | -ами/-ями    |
| Предложен  | -е2          | -е          | -е/- и  | -ах/-ях      |

- 1 Одушевените предмети поемат окончанията за родителен, а неодушевените – за именителен падеж.
- 2 При едносрични думи и при думите берег и угол окончанието е -у, когато предлогът не е о (в лесу, на берегу, в шкафу, на полу, в углу, на лугу, в саду и др.).
- Някои съществителни имат форма само за множествено число: (брюки, очки).

Прилагателните имена се скланят по различна падежна схема. В множествено число прилагателните нямат мъжки, женски и среден род.

### Сравнителна и превъзходна степен
Сравнителната степен в руския език се образува само от прилагателни описващи качества на обекта. Качествените прилагателни имена могат да преминават от един вид в друг, когато се използват в преносно значение.
Сравнителната степен има две форми – проста и сложна. Простата се образува с окончание -ее, а сложната – с частицата более и противоположната по значение частица менее, последвани от прилагателно в начална форма:
- умен – умный; по-умен – умнее, более умный;
- по-малко слаб – менее слабый.

Прилагателните в проста сравнителна степен не се изменят по падеж, род и число. Частиците за сложна сравнителна степен: более, менее също не се изменят.
Голям брой прилагателни и наречия, често срещани в речта, образуват простата сравнителна степен по неправилен начин:
- короткий – короче;
- дальний – дальше;
- старый – старше;
- молодой – моложе;
- сладкий – слаще;
- глубокий – глубже;

и др.
- Превъзходната степен също притежава проста и сложна форма. Простата превъзходна степен се образува с наставката -ейш или -айш, а сложната – с частицата самый:
- умен – умный; най-умен – умнейший, самый умный;
- къс – краткий; най-къс – кратчайший, самый краткий.

Наставката -айш е винаги под ударение. Наставката -ейш заменя окончанието -ый на основната форма на прилагателното.
Сложната форма за превъзходна степен се използва значително по-често; тя е стилово неутрална. Простата форма звучи архаично и се използва само в т. нар. висок стил.

### Числителни имена
В руския език има три основни вида числителни:
- Бройни (количествени) числителни – ноль,один,два,три,четыре, пять...
- Редни числителни – нулевой, первый, второй, третий...
- Събирателни числителни – оба, двое, трое, четверо...

Когато редното числително завършва с думите: тысячный, миллионный, миллиардный... то двете части се пишат като една цяла дума (двадцатитысячны – 20 000).
Други по-специални са:
- Счетни числителни – единичны, двоичный, троичный...
- Мултиплициращи числителни – одиночной, двойной, тройной...

## Фонетика
1. Азбука на руския език
Азбуката на руския език съдържа 33 букви. В руския език има Ё ё, Ы ы, Э э.
1.1. Ето как се произнасят някои букви, различни от тези в българския език:
- Е е [йе]
- Ё ё [йо] или [ьо]
- Щ щ [шч]
- Ы ы [ъ] или [и]
- Э э [е]

В руския език буквата Щ щ се произнася като звучното съответствие на звука [шч].
1.3. Буквата Э э и се произнася [е].
- электричество [електричество]
- энергия [енергия]